# Kontradiktionsprincippet
 Der er for få eller ingen kildehenvisninger i denne artikel, hvilket er et problem. Du kan hjælpe ved at angive troværdige kilder til de påstande, som fremføres i artiklen.

Kontradiktionsprincippet eller modsigelsens grundsætning er et logisk princip, som påpeger, at noget ikke kan være både én ting og dets modsætning på samme tid.
Hvis noget med andre ord er sandt i en bestemt henseende, så kan det ikke også være falsk i samme henseende på samme tid.
Kontradiktionsprincippet er et af de tre klassiske grundprincipper inden for logikken. De to andre er henholdsvis identitetsloven og den udelukkede midte.
Traditionelt set anses Aristoteles for at være den første til at formulere kontradiktionsprincippet i værket Metafysikken, bog IV., der er en samling af hans noter (selv henviste han dog til det som "den første filosofi", "teologi" eller en filosofi om "de første årsager", men Andronikos fra Rhodos' navngivning af skriftsamlingen hang ved).
Aristoteles undersøgte med dette ikke kun måderne, hvorpå ting er, men undersøgte selve forudsætningerne for, at de kan være på disse måder.